# الحرية الدينية في سلوفاكيا
يشير مصطلح الحرية الدينية في سلوفاكيا إلى مدى حرية الشعب في ممارسة معتقداتهم الدينية، مع أخذ سياسات الحكومة والسلوك المجتمعي تجاه المجموعات الدينية بعين الاعتبار.
تضمن القوانين في سلوفاكيا حرية المعتقدات الدينية، وتُجرِّم التشهير والعنصرية ضد الجماعات الدينية. من الممكن أن تسجل الجماعات الدينية نفسها في الحكومة لتتلقى امتيازات معينة، لكن عتبة شروط الانتساب المطلوبة من الجماعات الجديدة للتسجيل مرتفعة بشكل كبير. صرح موظفون رسميون بشكل واضح أن منع المنظمات الإسلامية من التسجيل هو أحد أسباب هذه المتطلبات. اشتكت مجموعات مسيحية أيضًا من أن عتبة العضوية هذه تعرقل قدرة الأفراد المنتسبين إلى منظمات دينية مسجلة من معارضة قياداتهم الدينية.
يعتنق سياسيون من أحزاب يمينية متطرفة في المجلس الوطني، وهو الهيئة التشريعية في سلوفاكيا، نظريات المؤامرة فيما يخص الإسلاموفوبيا (رهاب الإسلام) ومعاداة السامية. تعرض بعضهم إلى اللوم كنتيجة لانتهاكهم قوانين مناهضة لنشر مواد متطرفة أو مناهضة للانتماء التي كرستها الجماعات لقمع الحقوق والحريات الأساسية.
وفقًا لمنظمات غير حكومية ومجموعات دينية غير مسجلة، يُعتبر السلوك السلبي تجاه الجماعات الدينية غير المسجلة منتشرًا، ويوجد قدر كبير من خطابات كراهية على الإنترنت ضد الأقليات الدينية واللاجئين.

## التاريخ

### الفترة الحديثة المبكرة
بالنظر إلى معظم فترات العصور الوسطى الأخيرة والفترات الحديثة المبكرة، كانت الإمبراطورية النمساوية تسيطر على الأراضي التي تمثل سلوفاكيا اليوم. أثناء تلك الفترة، شجع أرستقراطيون مجريون اليهود من مناطق أخرى في وسط وشرق أوروبا على الهجرة إلى أراضيهم. وسيطرت الإمبراطورية العثمانية على أجزاء من سلوفاكيا الحديثة أيضًا حتى أواخر القرن السابع عشر، ودمجتها مع إيالة بودين، وإيالة أغر، وإيالة إيفار. احتوت تلك المناطق على تنوع ديني كبير، من ضمن ذلك مسلمين، ومسيحيين من مختلف الطوائف، ويهود، وكان على غير المسلمين دفع غرامة خاصة (جزية) للحكومة العثمانية.
خلال القرن الثامن عشر، حاولت ماريا تيريزا بشكل نشط قمع المجتمعات اليهودية والبروتستانية القاطنة في الإمبراطورية النمساوية، وصل ذلك في مراحل معينة إلى طلب طرد اليهود بشكل جماعي. ألغى ابنها وخليفتها، جوزيف الثاني، هذه القوانين وأقر قانون التسامح عام 1781، وتبعه مرسوم التسامح عام 1782، بالإضافة إلى منح الحرية الدينية إلى المسيحيين من غير الكاثوليك، وامتد ذلك ليشمل الحرية الدينية لليهود، رغم أن ذلك وضع حدًا لقدرة اليهود على نشر الأعمال الأدبية المكتوبة باللغات اليهودية التقليدية مثل اللغتين اليديشية والعبرية.

### الجمهورية التشيكسلوفاكية الأولى
بعد انحلال اتحاد النمسا والمجر عند نهاية الحرب العالمية الأولى، ضُمت الأراضي السلوفاكية لتكون جزءًا من تشيكسلوفاكيا. سابقًا، كانت تشيكسلوفاكيا أحد البلدان المفضلة لدى اليهود في أوروبا الشرقية في فترة ما بين الحربين العالميتين، إذ دعمت الحكومة السلوفاكية اليهود سياسيًا باعتبارهم جماعة رسمية وطنية في الدولة. على أي حال، اختفت سياسة التساهل العرقي والديني خلال ثلاثينيات القرن المنصرم إذ أصبح لمعاداة السامية شعبية كبيرة في البلاد.

### الحكومة السلوفاكية
أثناء الحرب العالمية الثانية، حكمت سلوفاكيا حكومة عميلة للنازية. أذعنت هذه الحكومة لممارسات الإبادة الجماعية الخاصة بالنظام النازي، ففرضت أولًا قوانين ضد اليهود مشابهة لقوانين نورمبرغ، ثم رحَّلت اليهود إلى معسكرات بقيادة الألمان في بولندا كجزء من الهولوكوست. قُتل حوالي 105000 يهودي، وتشكل هذه النسبة حوالي 77% من تعداد اليهود في سلوفاكيا قبل الحرب.

### الجمهورية التشيكسلوفاكية الاشتراكية
بعد الحرب العالمية الثانية، أُعيد تأسيس تشيكسلوفاكيا لتكون دولة اشتراكية. أثناء تلك الفترة، قمعت الحكومة الدين، ما شجع الإلحاد. تنص المادة 32 من دستور تشيكسلوفاكيا على حرية الدين للأفراد.

### سلوفاكيا المستقلة
منذ تأسيس جمهورية سلوفاكيا عام 1993، بدأت الحكومة بتوزيع إعانات مالية للمجموعات الدينية بشكل سنوي.
عام 2017، صرح سياسيون في الحكومة، من بينهم ممثلون لحزب الديمقراطية الاشتراكي، وهو أكبر الأحزاب السياسية في الحكومة وجزء من الائتلاف الحاكم، أن تأييدهم لرفع عدد الأعضاء لتسجيل مجموعة دينية كان نتيجة للمخاوف المرتبطة بقدرة الجماعات الإسلامية على التسجيل في الدولة. في شهر يناير من عام 2017، صرح رئيس الوزراء في ذلك الحين، روبرت فيتسو، أن «مجتمعًا إسلاميًا موحدًا» في البلاد سيكون «مصدرًا دائمًا للمخاطرة بالأمان»، وأن هذا يبرر رفض قبول المهاجرين في برنامج إعادة توطين اللاجئين التابع للمفوضية الأوروبية. عبر أعضاء أحزاب مناوئة عن رفضهم الشديد للإسلام أيضًا.
في الانتخابات البرلمانية السلوفاكية لعام 2016، ربح حزب كوتيلبا، وهو حزب الشعب السلوفاكي، وحزب نازي حديث، 14 مقعدًا في البرلمان (من بين 150 مقعدًا)، ما جعله خامس أكبر حزب في البرلمان. شارك ممثلوه في مناظرات عن الإسلاموفوبيا ومعاداة السامية في البرلمان، بالإضافة إلى أشياء أخرى مثل أن الإسلام يتغاضى عن ممارسة الجنس مع الأطفال ومع الجثث، وأن السياسيين الصهاينة متورطين في مؤامرة لجلب المسلمين إلى سلوفاكيا. اتهمت الشرطة السلوفاكية ممثلين لحزب الشعب السلوفاكي بالترويج لأفكار متطرفة والتشهير بالأمم والمعتقدات. ومع نهاية عام 2017، قدمت المحكمة العليا طلبًا وضعه النائب العام لحل حزب الشعب كونه يشكل تهديدًا لنظام البلد الديمقراطي، بالإضافة إلى انتهاك الدستور وقوانين أخرى.

## إطار العمل القانوني
يضمن الدستور حرية المعتقد والانتماء الديني. ويصرح بشكل واضح أن الدولة غير مرتبطة بأي إيمان معين وأنه يجب على الجماعات الدينية إدارة شؤونها بشكل مستقل عن الدولة، بما في ذلك تقديم التعليم الديني وتأسيس منشآت دينية. يضمن الدستور حق الفرد في ممارسة طقوس دينه بشكل خاص أو علانية، لوحده أو برفقة آخرين. وينص على أنه لا يجوز تقييد ممارسة الطقوس الدينية إلا وفق مقاييس «ضرورية في مجتمع ديمقراطي لحماية النظام، والصحة، والقيم العامة أو لحماية حقوق وحريات الآخرين».
لا يسمح القانون بدفن الميت قبل مرور 48 ساعة على الوفاة، حتى للجماعات الدينية التي تقضي تقاليدها دفنه قبل تلك المدة.

### القوانين المناهضة للعنصرية
يمنع هذ القانون تأسيس ودعم وترويج جماعات مكرسة لقمع الحقوق والحريات الرئيسية، بما فيها الحرية الدينية، بالإضافة إلى «إظهار التعاطف» مع هذه الجماعات. يُعاقب مرتكب هذه الجرائم بالسجن حتى ثلاث سنوات. يمنع القانون أيضًا إنكار الهولوكوست، بما في ذلك التشكيك فيه، أو إنكاره، أو تبرئته. يواجه منتهكو القانون عقوبة تصل حتى السجن لثلاث سنوات. يمنع القانون أيضًا إنكار الجرائم التي ارتكبتها الأنظمة الفاشية والشيوعية السابقة.
يُجرم القانون أيضًا إصدار أو حيازة مواد متطرفة، بما فيها تلك التي تدافع عن، أو تدعم، أو تحرض على الكره والعنف والتفرقة العنصرية غير القانونية ضد فرد أو مجموعة على أساس الدين. يُعاقب نشاط إجرامي كهذا بالسجن لمدة تصل إلى ثماني سنوات.
يمنع القانون التشهير بمعتقد شخص أو جماعة ويعتبره جريمة جنائية يُعاقب عليها بالسجن حتى خمس سنوات.